# شورشی
شورشی (ایتالیایی: La Ribelle) یک فیلم درام ایتالیایی است که در سال ۱۹۹۳ منتشر شد. نویسنده و کارگردان این فیلم آئورلیو گریمالدی است و از بازیگران آن می‌توان به پنه‌لوپه کروز، استفانو دیونیسی، مارکو لئوناردی، و لائورا بتی اشاره کرد.